# Liège-Bastogne-Liège 1994
La 80e édition de Liège-Bastogne-Liège a eu lieu le 17 avril 1994 et a été remportée par le Russe Evgueni Berzin.
La course disputée sur un parcours de 268,5 kilomètres est l'une des manches de la Coupe du monde de cyclisme sur route 1994.

## Classement
| #  | Coureur             | Équipe                |    | Temps           |
| -- | ------------------- | --------------------- | -- | --------------- |
| 1  | Evgueni Berzin      | Gewiss-Ballan         | en | 7 h 16 min 30 s |
| 2  | Lance Armstrong     | Motorola Cycling Team | +  | 1 min 37 s      |
| 3  | Giorgio Furlan      | Gewiss-Ballan         |    | 1 min 37 s      |
| 4  | Claudio Chiappucci  | Carrera-Tassoni       |    | 1 min 37 s      |
| 5  | Stefano Della Santa | Mapei-Clas            |    | 1 min 37 s      |
| 6  | Tony Rominger       | Mapei-Clas            |    | 2 min 03 s      |
| 7  | Maximilian Sciandri | GB-MG Maglificio      |    | 5 min 38 s      |
| 8  | Marco Saligari      | GB-MG Maglificio      |    | 5 min 42 s      |
| 9  | Bruno Cenghialta    | Gewiss-Ballan         |    | 5 min 52 s      |
| 10 | Alberto Elli        | GB-MG Maglificio      |    | 5 min 58 s      |